# لودفيغ ديه (سياسي)
لودفيغ ديه هو كاتب يوميات وكاتب وقانوني وسياسي نرويجي، ولد في 24 أبريل 1829 في Solnør ‏ في النرويج، وتوفي في 1 مايو 1893 في كريستيانساند في النرويج. نشط حزبياً في الحزب الليبرالي.

## مناصب
- انتخب عضو برلمان النرويج  [لغات أخرى]‏ عن دائرة  خلال فترته النيابية ‏ (1886 – 1888).
- انتخب عضو برلمان النرويج  [لغات أخرى]‏ عن دائرة Romsdals amt ‏ خلال فترته النيابية ‏ (1877 – 1879).
- انتخب عضو برلمان النرويج  [لغات أخرى]‏ عن دائرة Romsdals amt ‏ خلال فترته النيابية ‏ (1874 – 1876).
- انتخب عضو برلمان النرويج  [لغات أخرى]‏ عن دائرة Romsdals amt ‏ خلال فترته النيابية ‏ (1871 – 1873).
- انتخب عضو برلمان النرويج  [لغات أخرى]‏ عن دائرة Romsdals amt ‏ خلال فترته النيابية ‏ (1868 – 1870).
- انتخب عضو برلمان النرويج  [لغات أخرى]‏ عن دائرة Romsdals amt ‏ خلال فترته النيابية ‏ (1865 – 1867).
- انتخب عضو برلمان النرويج  [لغات أخرى]‏ عن دائرة Romsdals amt ‏ خلال فترته النيابية ‏ (1862 – 1864).
- انتخب Norway's Army Minister ‏ (26 يونيو 1884 – 30 أبريل 1885).
- انتخب عضو برلمان النرويج  [لغات أخرى]‏ عن دائرة Romsdals amt ‏ خلال فترته النيابية ‏ (1859 – 1861).